# Blanzat
Blanzat là một xã ở tỉnh Puy-de-Dôme trong vùng Auvergne-Rhône-Alpes miền trung nước Pháp. Xã này nằm ở khu vực có độ cao từ 360-611 mét trên mực nước biển.
Thị trấn này có cự ly khoảng 8 km về phía bắc Clermont-Ferrand